# Reiss-Engelhorn-Museen
Die Reiss-Engelhorn-Museen (Abkürzung in Eigenschreibweise: rem) sind ein in Mannheim ansässiger Museumsverbund, der mehrere dortige Museen, Kulturinstitute und Forschungseinrichtungen betreibt. Sie sind ein kommunaler Eigenbetrieb der Stadt Mannheim. Die Reiss-Engelhorn-Museen werden umfassend durch die gemeinnützige rem gGmbH unterstützt, in der mehrere Stiftungen zur Förderung der Reiss-Engelhorn-Museen zusammengeschlossen sind.

## Geschichte
Die Ursprünge der Sammlungsbestände der heutigen Reiss-Engelhorn-Museen liegen im 18. Jahrhundert in der Zeit der Wittelsbacher Kurfürsten Carl Philipp und Karl Theodor. Im 19. Jahrhundert werden die Bestände des 1859 Mannheimer Altertumsvereins mit denen des großherzoglichen Antiquariums zu den vereinigten Altertumssammlungen zusammengeschlossen, die heute einen wichtigen Grundstock der Sammlungsbestände der Reiss-Engelhorn-Museen bilden.
Im Jahr 1905 wird das Stadtgeschichtliche Museum eröffnet. Das Zeughaus wird seit 1908 vorrangig als Naturkundemuseum genutzt. 1926 wird das Mannheimer Schlossmuseums eröffnet. Alle kurfürstlichen, dann großherzoglichen und schließlich badischen Sammlungen werden der Stadt überlassen.
Der Mannheimer Unternehmer Carl Reiß (1843–1914) übertrug im Jahr 1913 im Einvernehmen mit seiner Schwester Anna Reiß testamentarisch sein gesamtes Vermögen der Stadt Mannheim zur Errichtung eines Reiß-Museums. Dieses konnte jedoch erst nach dem Zweiten Weltkrieg und dem Wiederaufbau des Mannheimer Zeughauses im Jahr 1957 verwirklicht werden; es trug fortan den Namen Reiß-Museum. Der Industrielle Curt Engelhorn (1926–2016) gründete mit seiner Frau Heidemarie 2001 die Curt-Engelhorn-Stiftung für die Reiss-Engelhorn-Museen, die mit etwa 25 Mio. Euro das bisherige Reiß-Museum finanziell unterstützt. Daraufhin wurde das Museum in Reiss-Engelhorn-Museen umbenannt.
2014 wurde die rem gGmbH gegründet. Diese bündelt die Aktivitäten für die Curt-Engelhorn-Stiftung, die Bassermann-Kulturstiftung Mannheim sowie die Brombeeren-Stiftung und ist für einen Teil des operativen Geschäfts der Museen zuständig. Sie realisiert Sonderausstellungen, übernimmt die Koordination wissenschaftlicher Projekte und ist mit der Presse- und Öffentlichkeitsarbeit der Museen betraut. Im Jahr 2024 kam die J. J. Achenbach Stiftung hinzu, sie ist mit 7,5 Millionen Euro dotiert. Johann Jost Achenbach war Hochschullehrer an der Hochschule Mannheim und wohnte mit seiner Frau Susanne M. Edinger-Achenbach während dieser Zeit in Monsheim.
Die jährlichen Besucherzahlen der Reiss-Engelhorn-Museen schwanken seit Jahren zwischen 200.000 und 300.000. Im Jahr 2017 zählten die Museen 302.689 Besucher; im Jahr zuvor lag die Zahl bei rund 200.000 (2015: ca. 300.000, 2014: 201.660, 2013: 292.725).

## Direktoren
- 1949–1962: Ludwig W. Böhm
- 1963–1967: Gustaf Jacob
- 1968–1973: Herbert Meyer
- 1974–1990: Erich Gropengießer
- 1990–1998: Karin von Welck
- 1999–2020: Alfried Wieczorek, zugleich einer der Direktoren der rem gGmbH[7]
- seit 1. Januar 2021: Wilfried Rosendahl[19]

## Einrichtungen

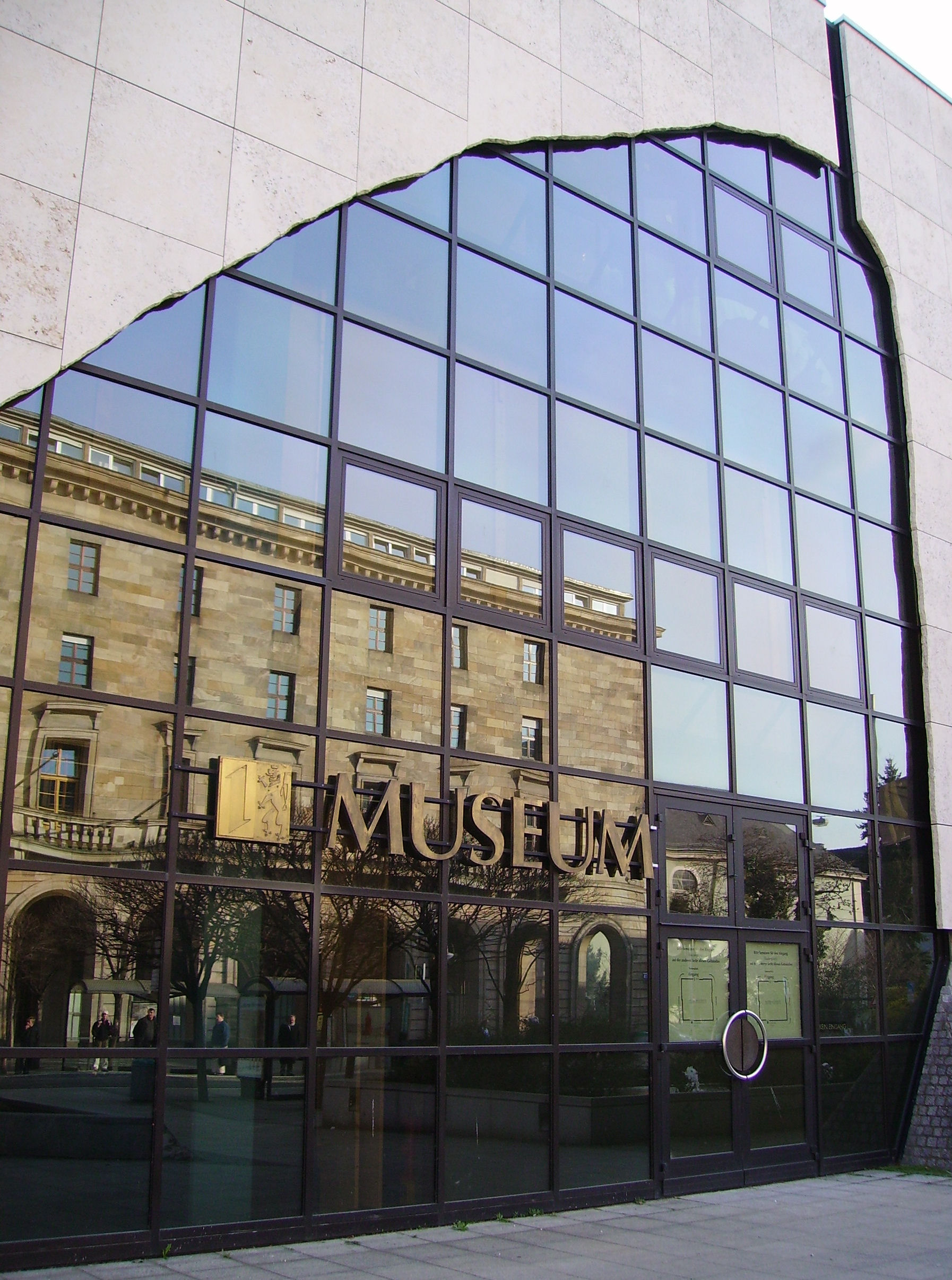
Museum Weltkulturen mit der von Erwin Bechtold entworfenen Fassade. Architekt des Baus war Carlfried Mutschler

Zu den von den Reiss-Engelhorn-Museen betriebenen Einrichtungen gehören folgende Museen und Forschungsstellen (in Klammern die jeweiligen Mannheimer Quadrate, in denen sich die Museen und Forschungsstellen befinden):

### Museum Zeughaus
Im Museum Zeughaus (C 5), einem architektonisch bedeutenden Bau des Frühklassizismus, zeigt die Ausstellung Glanz der Antike im Untergeschoss Exponate der Griechen, Etrusker und Römer. Im zweiten Obergeschoss des Museums Zeughaus ist die Ausstellung Belle Époque - Glanz und Taumel einer Epoche untergebracht. Im dritten Obergeschoss werden in der Ausstellung Kosmos Kunst Gemälde, Möbel, Gewänder, Frankenthaler Porzellan und Silberschmiedearbeiten aus der Zeitspanne vom 17. bis zum Beginn des 20. Jahrhunderts präsentiert. Ebenfalls dort untergebracht ist die Sammlung Theater- und Literaturgeschichte. Das Forum Internationale Photographie zeigt im vierten Obergeschoss regelmäßig wechselnde Sonderausstellungen mit dem Schwerpunkt historische Fotografie.

### Museum Weltkulturen
Das Museum Weltkulturen (D 5), untergebracht in einem 1988 gegenüber dem Zeughaus errichteten modernen Bau, ist ein archäologisches und völkerkundliches Museum und präsentiert, im zweiten Obergeschoss die Ausstellung Ägypten - Land der Unsterblichkeit, im ersten Obergeschoss die Ausstellung - Versunkene Welten. Archäologie an Rhein und Neckar, im Erdgeschoss befinden sich wechselnde Sonderausstellungen.
Die (überwiegend nicht ausgestellte) Abteilung Kulturen der Welt umfasst die völker- und naturkundlichen Bestände, deren Kern auf die Sammlungen des Kurfürsten Carl Theodor von der Pfalz zurückgeht. 1917 konnten durch den Ankauf der Sammlung des Malers Gabriel von Max die Bestände bedeutend erweitert werden. 1935 kamen bis dahin in Karlsruhe befindliche Bestände des badischen Staates hinzu.
Zur völkerkundlichen Sammlung gehören auch die besonders stark vertretenen afrikanischen und südpazifischen Kulturen. Ein wesentlicher Teil der Sammlung stammt aus der Bumiller-Sammlung, die 1920 von der Witwe des Militärs Theodor Bumiller, der für seine rassistische und hemmungslose Plünderung in Deutsch-Ostafrika bekannt ist, der Stadt Mannheim übergeben wurde. Diese Sammlung, die über 1000 Objekte umfasst, konzentriert sich auf die materielle Kultur der Massai, darunter Waffen, Schmuck und Alltagsgegenstände. Ein weiteres Beispiel für die umstrittene Herkunft der Bestände der Museums ist die Thorbecke-Sammlung. Franz Thorbecke brachte zahlreiche Objekte nach Deutschland, darunter Gesteinsproben, menschliche Überreste und ethnographische Aufzeichnungen. Aktuell verfügen die Reiss-Engelhorn-Museen über eine Sammlung mit 1789 Inventarnummern allein aus Kamerun.

### Museum Bassermannhaus
Im Museum Bassermannhaus für Musik und Kunst (C 4, 8) werden Ausstellungen zu Musik, Kunst und Kulturen der Welt gezeigt. Die musikgeschichtliche und völkerkundliche Ausstellung MusikWelten enthält zahlreiche europäische und außereuropäische Musikinstrumente.

### Museum Schillerhaus
Im Museum Schillerhaus (B 5, 7) dokumentiert eine multimediale Inszenierung das Leben Friedrich Schillers, der von Juli 1783 bis April 1785 in Mannheim lebte. Seine letzte dortige Wohnung befand sich vermutlich im benachbarten Hölzelschen Haus B 5, 8, das heute nicht mehr existiert.

### Forum Internationale Photographie
Das Forum Internationale Photographie (C 5) mit dem Œuvre des Fotografen Robert Häusser, einem Teil der Fotosammlung des Fotohistorikers und Sammlers Helmut Gernsheim und der Sammlung der Geschwister Anna, Wilhelm und Carl Reiß befindet sich im Museum Zeughaus.

### ZEPHYR – Raum für Fotografie
ZEPHYR – Raum für Fotografie zeigt wechselnde Ausstellungen internationaler Künstler, die mit den Medien Video und Fotografie arbeiten. Die Ausstellungsräume befinden sich im Museum Bassermannhaus im Quadrat C 4, wie der Name schon phonetisch aussagt.

### Curt-Engelhorn-Zentrum Archäometrie
Das Curt-Engelhorn-Zentrum Archäometrie (CEZA) (D 6) ist ein als gemeinnützige GmbH betriebenes Speziallabor für Archäometrie, das eng mit den Reiss-Engelhorn-Museen verbunden ist. Zu der seit 2006 bestehenden, von Ernst Pernicka geleiteten Forschungseinrichtung gehört ein Labor für Materialanalysen. Als Untersuchungsmethoden werden u. a. neben Datierungen mittels C14-Methode und Lumineszenz auch Materialanalysen mittels Isotopenanalytik angeboten.

### Curt-Engelhorn-Zentrum für Kunst- und Kulturgeschichte
Das Curt-Engelhorn-Zentrum für Kunst- und Kulturgeschichte (C 4) beherbergt mehrere Forschungsstellen. Zu diesen gehören gegenwärtig German Mummy Project, Steinzeit, Frühgeschichte und Archäologie und Kultur Ostasiens.

### Peter & Traudl Engelhornhaus
Im Januar 2023 wurde in C4,12 am Toulonplatz das Peter & Traudl Engelhornhaus eröffnet. Es beherbergt besondere Ausstellungen zur Foto- und Glaskunst. Traudl Engelhorn-Vechiatto hatte den Bau mit einer Spende von 10,5 Millionen Euro ermöglicht.

## Kritik an Namensgebung
Die Bundestagsabgeordnete Gökay Akbulut (Die Linke) forderte die Stadt Mannheim 2022 dazu auf, die Museen umzubenennen, weil sich der Namensgeber Curt Engelhorn durch „Tricksereien“ Steuerzahlungen in Milliardenhöhe erspart habe, womit auch der Stadt Mannheim erhebliche Einnahmen entgangen seien. Engelhorns Spende an das damalige Reiß-Museum sei im Vergleich dazu unbedeutend. Akbulut vertritt die Meinung, dass der Name „Engelhorn“ im Titel schlecht für das Image der Museen sei.

## Rechtliche Auseinandersetzungen

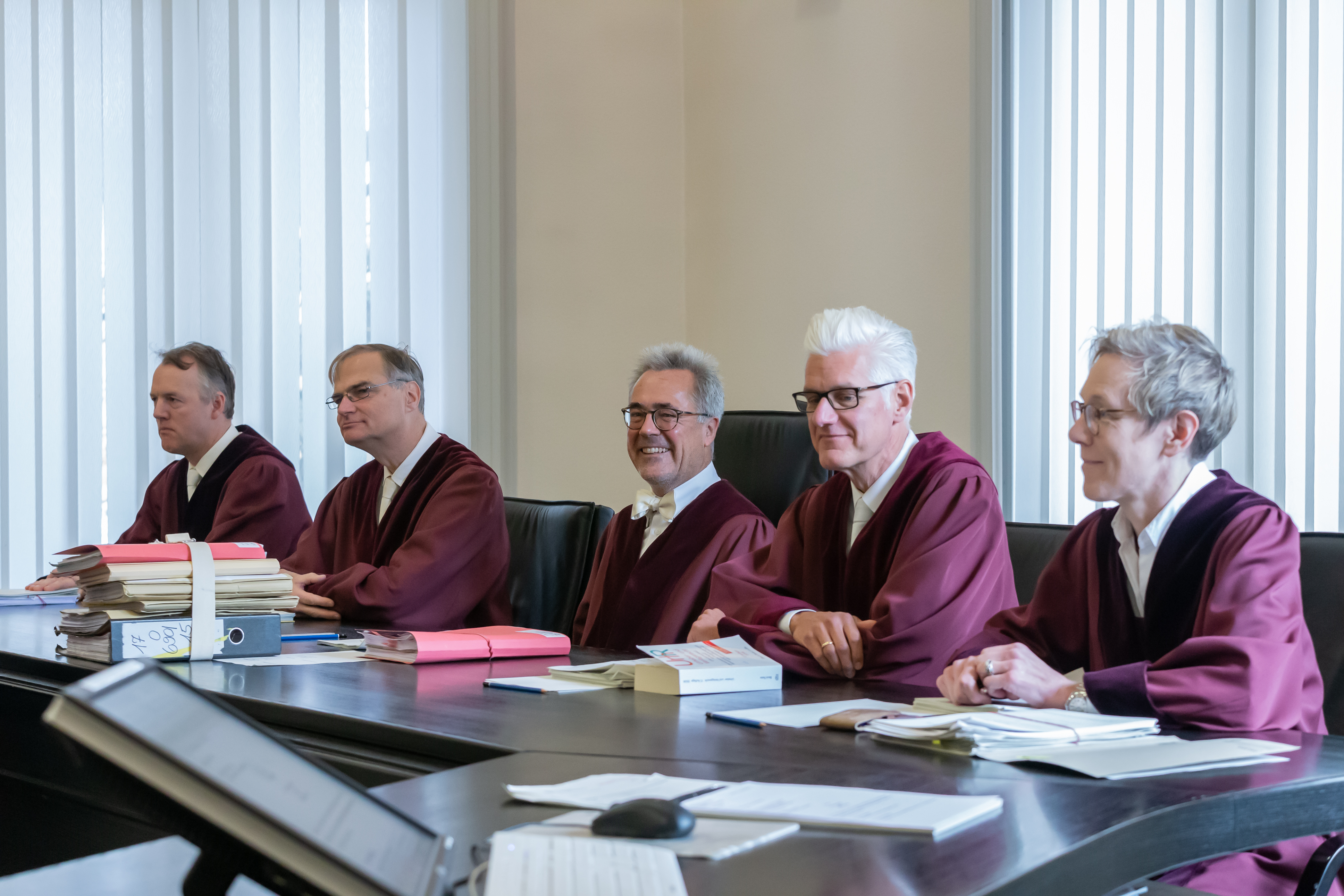
Verhandlung vor dem Bundesgerichtshof am 31. Oktober 2018

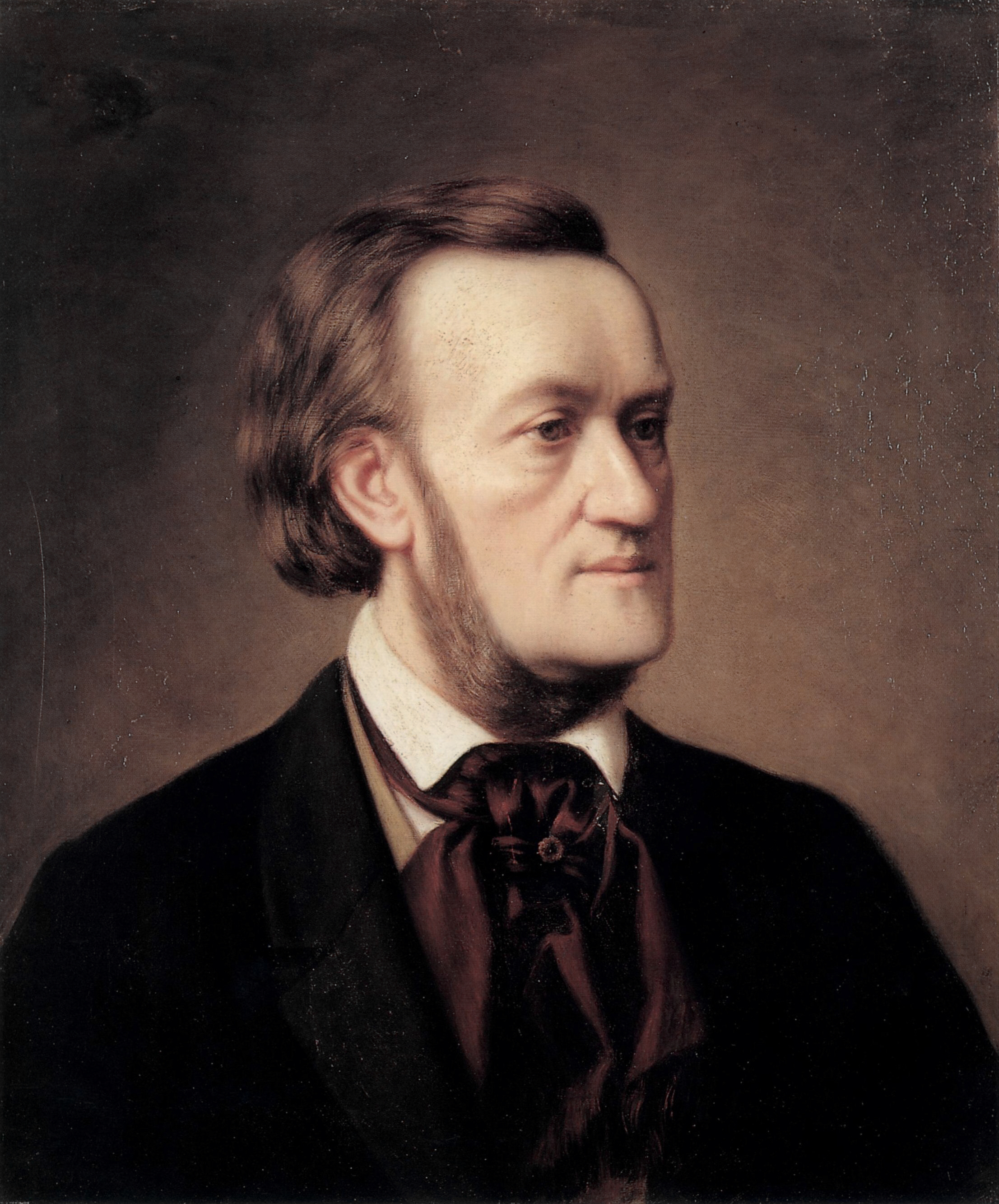
Seit 2021 werden Vervielfältigungen gemeinfreier visueller Werke nicht mehr durch verwandte Schutzrechte geschützt. (§ 68Urhg)
Damit dürfen Fotografien des Gemäldes Wagners von Cäsar Willich wieder online gezeigt werden.

Überregionale Aufmerksamkeit erfuhr ab 2015 eine Reihe von Gerichtsverfahren, in denen die Reiss-Engelhorn-Museen gegen Nutzer von Fotografien ihrer Gemälde vorgingen. Ein Nutzer einer Online-Mediendatenbank (Wikimedia Commons) hatte dort vor längerer Zeit mehrere von einem Fotografen der Reiss-Engelhorn-Museen angefertigte Gemäldefotografien eingestellt, die aus einem vom Museum herausgegebenen Bildband eingescannt worden waren. Die Reiss-Engelhorn-Museen gingen daraufhin mit Abmahnungen unter anderem gegen den einstellenden Nutzer, die Betreiberin der Mediendatenbank sowie verschiedene Weiternutzer, darunter die Betreiberin eines Internetradios sowie die Inhaberin einer E-Commerce-Website, vor. Während sich alle Parteien darüber einig waren, dass die gezeigten Gemälde keinem Urheberrechtsschutz mehr unterlagen, handelte es sich nach Auffassung der Museen bei den Aufnahmen ihres Hausfotografen mindestens um sogenannte einfache Lichtbilder, die unter dem Schutz des Urheberrechtsgesetzes (§ 72) stünden. Dem wurde entgegengehalten, dass die Aufnahmen einerseits zu simpel seien, um urheberrechtlichen Leistungsschutz auszulösen; aber selbst wenn man dies anders sehe, müsse man sie vom Lichtbildschutz ausschließen, weil andernfalls die Gemeinfreiheit des gezeigten Gemäldes unterlaufen würde.
Im Mai 2015 erwirkten die Museen vor dem Landgericht Berlin eine einstweilige Verfügung gegen die Inhaberin der E-Commerce-Website, womit dieser die weitere öffentliche Zugänglichmachung der von ihr verwendeten Gemäldefotografie untersagt wurde. Eine andere Kammer des Gerichts verurteilte im Mai 2016 auch die Betreiberin von Wikimedia Commons (im Hauptsacheverfahren) dazu, 17 aus dem Bildband abgescannte Gemäldereproduktionen fortan nicht mehr öffentlich wiederzugeben, da es sich bei den Aufnahmen um geschützte Lichtbilder handele und es nicht auf die Gemeinfreiheit der gezeigten Kunstwerke ankomme. Die dagegen gerichtete Berufung blieb vor dem Kammergericht ohne Erfolg. Da das Kammergericht die Revision nicht zuließ, erhob die Beklagte Nichtzulassungsbeschwerde zum Bundesgerichtshof; im Februar 2019 wies dieser sie nach zwischenzeitlicher Klärung der Rechtsfrage (siehe weiter unten) zurück. Eine andere Nachnutzerin der auf Wikimedia Commons bereitgehaltenen Gemäldefotografien konnte die Unterlassungs- und Schadensersatzforderungen der Reiss-Engelhorn-Museen hingegen vor dem Amtsgericht Nürnberg zunächst erfolgreich abwehren. Denn zumindest wenn, wie im Streitfall, das Museum das eigenständige Abfotografieren eines gemeinfreien Gemäldes mit eigens mitgebrachten Fotoapparaten oder sonstigen technischen Mitteln untersagt, würden, so das Gericht, durch die Zugewährung eines Lichtbildschutzes „die Wertungen der Gemeinfreiheit umgangen“. Daher sei ein Lichtbildschutz im Streitfall ausgeschlossen. Das Urteil wurde nicht rechtskräftig: In der Berufungsinstanz verglich sich die Beklagte unter Zahlung eines Vergleichsbetrags mit den Museen.
Das parallel angestrengte Verfahren der Reiss-Engelhorn-Museen gegen die Privatperson, die die Gemäldereproduktionen ursprünglich auf Wikimedia Commons eingestellt hatte, wurde vor Stuttgarter Gerichten geführt. Hierbei beschränkten sich die Museen in ihrem Klageantrag nicht auf die aus dem Bildband abgescannten Gemäldereproduktionen ihres Hausfotografen, sondern wandten sich überdies gegen Aufnahmen, die der einstellende Nutzer selbst in den Museumsräumlichkeiten angefertigt hatte. Weil er dies unerlaubt getan habe, verstoße das öffentliche Zugänglichmachen der Aufnahmen gegen das Eigentumsrecht der Museen. Vor dem Landgericht Stuttgart obsiegten die Museen mit dieser Argumentation erstinstanzlich. Das Gericht verurteilte den Beklagten sowohl hinsichtlich der abgescannten Fotos als auch hinsichtlich der selbst gefertigten Bilder auf Unterlassung. Das Oberlandesgericht Stuttgart folgte dem ganz überwiegend, ließ jedoch die Revision zu. Der Bundesgerichtshof wies die Revision Ende 2018 zurück. Die abgescannten Gemäldefotografien genießen danach Lichtbildschutz, denn der Fotograf habe Entscheidungen „über eine Reihe von gestalterischen Umständen [zu treffen], zu denen Standort, Entfernung, Blickwinkel, Belichtung und Ausschnitt der Aufnahme zählen“. Hinsichtlich der selbst angefertigten Aufnahmen könnten die Museen wegen Verstoßes gegen ihre Allgemeinen Geschäftsbedingungen vom Fotografen die Unterlassung des Zugänglichmachens im Internet (als Schadensersatz) fordern (§§ 280 Abs. 1, 249 Abs. 1 BGB).
Urheberrechtsreform

Am 7. Juni 2021 trat das Gesetz zur Anpassung des Urheberrechts an die Erfordernisse des digitalen Binnenmarktes in kraft. Damit sind „nach § 68 UrhG auch originalgetreue Abbildungen gemeinfreier visueller Werke (zum Beispiel ein Gemälde, eine Skulptur oder eine Fotografie) nicht mehr durch Leistungsschutzrechte geschützt; unabhängig davon, ob die Abbildung vor oder nach dem Inkrafttreten der Reform angefertigt wurde. Nutzer können Reproduktionen (insbesondere einfache Fotos) visueller Werke also frei nutzen, beispielsweise kopieren oder im Internet veröffentlichen.“

## Sonderausstellungen
- Die Franken – Wegbereiter Europas (1996/1997)
- Lebenslust und Frömmigkeit – Kurfürst Carl Theodor (1724 – 1799) zwischen Barock und Aufklärung (1999)
- Das Gold der Barbarenfürsten – Schätze aus Prunkgräbern des 5. Jahrhunderts n. Chr. zwischen Kaukasus und Gallien (11. Februar 2001 – 4. Juni 2001)
- Europas Mitte um 1000, 27. Ausstellung des Europarates (2001/2002)
- An die Mächte der Natur – Mythen der altperuanischen Nasca-Indianer (21. Juli 2002 – 20. Oktober 2002)
- Fokus Mensch – Menschenbilder aus der Fotosammlung Helmut Gernsheim (12. Oktober 2003 – 18. Januar 2004)
- MenschenZeit – Geschichten vom Aufbruch der frühen Menschen (17. Dezember 2002 – 18. Mai 2003)
- Zeit der Morgenröte – Japans Geschichte und Kultur von den Anfängen bis zu den ersten Kaisern (2004)
- Pompeji – Die Stunden des Untergangs. 24. August 79 n. Chr. (28. November 2004 – 17. April 2005)
- Zu den Ufern des Nil (25. Mai 2005 – 11. September 2005)
- SchillerZeit in Mannheim (17. September 2005 – 29. Januar 2006)
- Saladin und die Kreuzfahrer (23. Juli 2006 – 5. November 2006)
- Ins Heilige Land – Pilgerstätten von Jerusalem bis Mekka und Medina (23. Juli 2006 – 5. November 2006)
- Pferdestärken – Das Pferd bewegt die Menschheit (21. April 2007 – 19. August 2007)
- Mumien – Der Traum vom ewigen Leben (30. September 2007 – 24. März 2008)
- Ursprünge der Seidenstraße (2. Februar 2008 – 1. Juni 2008)
- Ja, ich will! Hochzeitskultur und Mode von 1800 bis heute. Eine deutsch-türkische Begegnung. (1. März 2009 – 7. Juni 2009)
- Homer – Der Mythos von Troia in Dichtung und Kunst (14. September 2008 – 18. Januar 2009)
- Alexander der Große und die Öffnung der Welt – Asiens Kulturen im Wandel (3. Oktober 2009 – 21. Februar 2010)
- Die Staufer und Italien – Drei Innovationsregionen im mittelalterlichen Europa (19. September 2010 – 20. Februar 2011)
- Schädelkult – Kopf und Schädel in der Kulturgeschichte des Menschen (2. Oktober 2011 – 29. April 2012)
- Ins Land der Kirschblüte – Japanische Reisefotografien aus dem 19. Jahrhundert (8. November 2011 – 12. Februar 2012)
- Sammeln! Die Kunstkammer des Kaisers in Wien (26. Februar 2012 – 2. September 2012)[42]
- Benedikt und die Welt der frühen Klöster (13. Mai 2012 – 13. Januar 2013)
- Die Geburtsstunde der Fotografie – Meilensteine der Gernsheim-Collection (9. September 2012 – 6. Januar 2013)
- Die Medici – Menschen, Macht und Leidenschaft. (17. Februar 2013 – 28. Juli 2013)
- Faszination Landschaft – Die Sammlung Schacherer des Mannheimer Altertumsvereins (13. April 2013 – 14. Juli 2013)
- Die Wittelsbacher am Rhein – Die Kurpfalz und Europa (8. September 2013 – 2. März 2014)
- Uruk – 5000 Jahre Megacity (20. Oktober 2013 – 21. April 2014)
- Mensch. Natur. Katastrophe – Von Atlantis bis heute (7. September 2014 – 1. März 2015)
- Ägypten – Land der Unsterblichkeit (16. November 2014 – 10. Januar 2016)
- Die DUCKOMENTA – Weltgeschichte neu ENTdeckt (13. September 2015 – 24. April 2016)[43]
- Zart & Rau – Neues Glas aus der Sammlung Peter und Traudl Engelhorn des mudac Lausanne (29. November 2015 – 16. Mai 2016)
- Versunkene Geschichte – Archäologie an Rhein und Neckar (28. Februar 2016 – 30. Juli 2017)
- Barock – Nur schöner Schein? (11. September 2016 – 19. Februar 2017)[44][45]
- Schätze der Archäologie Vietnams (16. September 2017 – 7. Januar 2018)
- Peter Gowland’s Girls (9. Oktober 2016 – 1. Mai 2017)
- Die Päpste und die Einheit der lateinischen Welt (21. Mai 2017 – 26. November 2017)[46]
- Reformation! Der Südwesten und Europa (29. Oktober 2017 – 2. April 2018)
- Abenteuer Anden und Amazonas – Wilhelm Reiß’ Südamerika-Expedition in historischen Fotografien (2. September 2018 – 20. Januar 2019)
- Mumien – Geheimnisse des Lebens (16. September 2018 – 31. März 2019)
- Margiana – Ein Königreich der Bronzezeit in Turkmenistan (10. März 2019 – 16. Juni 2019)
- Gaston Paris – Die unersättliche Kamera (23. März 2019 – 30. Juni 2019)
- Alles mit der Zeit! (30. Mai 2019 – 2. Februar 2020)
- Antanas Sutkus – Kosmos (7. September 2019 – 26. Januar 2020)
- Javagold – Pracht und Schönheit Indonesiens (15. September 2019 – 13. April 2020)
- Chromatik – Klang der Farbe in der modernen Glaskunst (1. Dezember 2019 – 26. April 2020)
- Tutanchamun – Sein Grab und die Schätze (10. September 2021 – 27. Februar 2022)
- Die Normannen (18. September 2022 – 26. Februar 2023 Museum Zeughaus)
- Ugo Dossi. Zeichen und Wunder (29. Juli 2023 – 30. Juni 2024 Museum Peter & Traudl Engelhornhaus)
- Kinderträume Spielen – Lernen – Leben um 1900 (10. September 2023 – 26. Mai 2024 Museum Zeughaus)
- Essen und Trinken – Reisen durch Körper und Zeit (13.10.2024 bis 27.7.2025 im Museum Zeughaus und im Museum Weltkulturen)

## Publikationen
(chronologisch geordnet)
1999–2001
- Alfried Wieczorek, Hansjörg Probst, Wieland Koenig (Hrsg.): Lebenslust und Frömmigkeit – Kurfürst Carl Theodor (1724 – 1799) zwischen Barock und Aufklärung. (= Handbuch und Ausstellungskatalog). 2 Bände. Pustet, Regensburg 1999, ISBN 3-7917-1680-8.
- Kunsthistorisches Museum Wien, Städtisches Reiss-Museum (Hrsg.): Des Kaisers teure Kleider – Festroben und Ornate, Hofuniformen und Livreen vom frühen 18. Jahrhundert bis ins Zeitalter von Franz Joseph I. und Elisabeth. (= Begleitband zur gleichnamigen Ausstellung im Kunsthistorischen Museums Wien und im Reiss-Museum Mannheim). Reiss-Museum, Mannheim 2000, ISBN 3-85497-010-2.
- Alfried Wieczorek (Hrsg.): Das Gold der Barbarenfürsten – Schätze aus Prunkgräbern des 5. Jahrhunderts n. Chr. zwischen Kaukasus und Gallien. (= Begleitband zur gleichnamigen Ausstellung). Theiss, Stuttgart 2001, ISBN 3-8062-1558-8.

2002–2003
- Alfried Wieczorek, Michael Tellenbach (Hrsg.): An die Mächte der Natur – Mythen der altperuanischen Nasca-Indianer. (= Begleitband zur gleichnamigen Ausstellung). Verlag Philipp von Zabern, Mainz am Rhein 2002, ISBN 3-8053-2941-5.
- Inken Jensen: Dino, Zeus und Asterix – Zeitzeuge Archäologie in Werbung, Kunst und Alltag heute. (= Beiträge zur Ur- und Frühgeschichte Mitteleuropas. Band 34). Beier und Beran, Langenweißbach 2002, ISBN 978-3-930036-72-1.
- Alfried Wieczorek, Wilfried Rosendahl (Hrsg.): MenschenZeit – Geschichten vom Aufbruch der frühen Menschen. (= Begleitband zur gleichnamigen Ausstellung). Verlag Philipp von Zabern, Mainz am Rhein 2003, ISBN 978-3-8053-3132-6.
- Alfried Wieczorek, Claude W. Sui (Hrsg.): Helmut Gernsheim – Pionier der Fotogeschichte. (= Begleitband zur Ausstellung Fokus Mensch – Menschenbilder aus der Fotosammlung Helmut Gernsheim). Hatje Cantz, Ostfildern-Ruit 2003, ISBN 978-3-7757-1380-1.

2004–2006
- Pier Giovanni Guzzo, Alfried Wieczorek (Hrsg.): Pompeji – Die Stunden des Untergangs. 24. August 79 n. Chr. (= Begleitband zur gleichnamigen Ausstellung). Theiss, Stuttgart 2004, ISBN 978-3-8062-1942-5.
- Alfried Wieczorek, Claude W. Sui (Hrsg.): Zu den Ufern des Nil – Historische Fotografien des 19. Jahrhunderts aus der Sammlung des Forum Internationale Photographie der Reiss-Engelhorn-Museen Mannheim. (= Begleitband zur gleichnamigen Ausstellung). Edition Braus, Heidelberg 2005, ISBN 978-3-89904-192-7.
- Alfried Wieczorek, Liselotte Homering (Hrsg.): SchillerZeit in Mannheim. (= Begleitband zur gleichnamigen Ausstellung). Verlag Philipp von Zabern, Mainz am Rhein 2005, ISBN 978-3-8053-3554-6.
- Alfried Wieczorek, Mamoun Fansa, Harald Meller (Hrsg.): Saladin und die Kreuzfahrer. (= Begleitband zur gleichnamigen Ausstellung im Landesmuseum für Vorgeschichte Halle (Saale), Landesmuseum für Natur und Mensch Oldenburg und in den Reiss-Engelhorn-Museen Mannheim). Verlag Philipp von Zabern, Mainz am Rhein 2005, ISBN 978-3-8053-3513-3.
- Heinz Gaube (Hrsg.): Konfrontation der Kulturen? Saladin und die Kreuzfahrer. (= Begleitband zur Ausstellung "Saladin und die Kreuzfahrer). Verlag Philipp von Zabern, Mainz am Rhein 2005, ISBN 978-3-8053-3466-2.
- Alfried Wieczorek (Hrsg.): Ins Heilige Land – Pilgerstätten von Jerusalem bis Mekka und Medina. (= Begleitband zur gleichnamigen Ausstellung). Edition Braus, Heidelberg 2006, ISBN 978-3-89904-230-6.

2007
- Alfried Wieczorek (Hrsg.): Mumien – Der Traum vom ewigen Leben. (= Begleitband zur gleichnamigen Ausstellung). Verlag Philipp von Zabern, Mainz am Rhein 2007, ISBN 978-3-8053-3779-3.
- Alfried Wieczorek (Hrsg.): Das Museum Zeughaus der rem – Ein Überblick über die Neupräsentation der Sammlung. Reiss-Engelhorn-Museen, Mannheim 2007, DNB 986963003.
- Alfried Wieczorek (Hrsg.): Pferdestärken – Das Pferd bewegt die Menschheit. (= Begleitband zur gleichnamigen Ausstellung). Verlag Philipp von Zabern, Mainz am Rhein 2007, ISBN 978-3-8053-3767-0.
- Alfried Wieczorek, Claude W. Sui (Hrsg.): Ins Wort gesetzt – Zeitgenössische Lyrik zu Fotografien von Robert Häusser. (= Begleitband zur gleichnamigen Ausstellung). Edition Braus, Heidelberg 2007, ISBN 978-3-89904-257-3.

2008
- Alfried Wieczorek (Hrsg.): Mumien und Museen. (= Kolloquiumsband anlässlich der Ausstellung Mumien - der Traum vom Ewigen Leben). Verlag Regionalkultur, Heidelberg/Ubstadt-Weiher/Basel 2008, ISBN 978-3-89735-586-6.
- Ellen Hickmann: Klänge Altamerikas – Musikinstrumente in Kunst und Kult. Primus Verlag, Darmstadt 2008, ISBN 978-3-89678-593-0.
- Wolfgang E. Weick, Reiss-Engelhorn-Museen (Hrsg.): Ja, ich will! Hochzeitskultur und Mode von 1800 bis heute. Eine deutsch-türkische Begegnung. (= Begleitband zur gleichnamigen Ausstellung). Reiss-Engelhorn-Museen, Mannheim 2008, ISBN 978-3-927774-24-7.
- Barbara Beaucamp-Markowsky: Frankenthaler Porzellan. 3 Bände. Hirmer, München 2008–2014, DNB 991155092.
- Alfried Wieczorek (Hrsg.): Ein Schöngeist in diplomatischen Diensten – Druckgraphiken und Zeichnungen von Stephan von Stengel (1750 – 1822). Verlag Regionalkultur, Heidelberg/Ubstadt-Weiher/Basel 2008, ISBN 978-3-89735-566-8.
- Alfried Wieczorek, Claude W. Sui (Hrsg.): Das Moortagebuch – Fotografien und Notizen. (= Begleitband zur Ausstellung Robert Häusser – Das Moortagebuch). Schnell + Steiner, Regensburg 2008, ISBN 978-3-7954-2069-7.

2009–2010
- Alfried Wieczorek, Claude W. Sui (Hrsg.): Robert Häusser – Die Berliner Mauer. Fotografien und Zitate. (= Begleitband zur gleichnamigen Ausstellung). Edition Braus, Heidelberg 2009, ISBN 978-3-89466-305-6.
- Svend Hansen, Reiss-Engelhorn-Museen (Hrsg.): Alexander der Große und die Öffnung der Welt – Asiens Kulturen im Wandel. (= Begleitband zur gleichnamigen Ausstellung). Schnell + Steiner, Regensburg 2009, ISBN 978-3-7954-2177-9.
- Eva-Maria Günther: Reiselust Stauferzeit – Ausflugsziele an Rhein, Main und Neckar. Schnell + Steiner, Regensburg 2010, ISBN 978-3-7954-2405-3.
- Alfried Wieczorek (Hrsg.): Die Staufer und Italien – Drei Innovationsregionen im mittelalterlichen Europa. (= Begleitbände zur gleichnamigen Ausstellung). 2 Bände. Theiss, Stuttgart 2010, ISBN 978-3-8062-2366-8.

2011
- Hermann Wiegand, Alfried Wieczorek, Claudia Braun (Hrsg.): Musik-Welten. (= Begleitband zur gleichnamigen Ausstellung). Verlag Regionalkultur, Heidelberg/Ubstadt-Weiher/Basel 2011, ISBN 978-3-89735-720-4.
- Alfried Wieczorek, Hans-Jürgen Buderer (Hrsg.): Meisterhaft – Von Cranach d. Ä bis Kobell. Schnell + Steiner, Regensburg 2011, ISBN 978-3-7954-2503-6.
- Alfried Wieczorek, Claude W. Sui (Hrsg.): Ins Land der Kirschblüte – Japanische Reisefotografien aus dem 19. Jahrhundert. (= Begleitband zur gleichnamigen Ausstellung). Kehrer, Heidelberg/Berlin 2011, ISBN 978-3-86828-269-6.
- Alfried Wieczorek, Susanne Wichert (Hrsg.): Ferne Gefährten – 150 Jahre deutsch-japanische Beziehungen. (= Begleitband zur gleichnamigen Ausstellung). Schnell + Steiner, Regensburg 2011, ISBN 978-3-7954-2570-8.
- Lutz Fiedler, Gaëlle Rosendahl, Wilfried Rosendahl: Altsteinzeit von A bis Z. WBG, Darmstadt 2011, ISBN 978-3-534-23050-1.
- Alfried Wieczorek, Wilfried Rosendahl (Hrsg.): Schädelkult – Kopf und Schädel in der Kulturgeschichte des Menschen. (= Begleitband zur gleichnamigen Ausstellung). Schnell + Steiner, Regensburg 2011, ISBN 978-3-7954-2454-1.

2012
- Alfried Wieczorek, Wilfried Rosendahl, Andreas Schlothauer (Hrsg.): Der Kult um Kopf und Schädel – Interdisziplinäre Betrachtungen zu einem Menschheitsthema. (= Kolloquiumsband anlässlich der Ausstellung Schädelkult – Kopf und Schädel in der Kulturgeschichte des Menschen). Verlag Regionalkultur, Heidelberg/Ubstadt-Weiher/Basel 2012, ISBN 978-3-89735-769-3.
- Sabine Schrenk, Konrad Vössing, Alfried Wieczorek, Michael Tellenbach (Hrsg.): Kleidung und Identität in religiösen Kontexten der römischen Kaiserzeit. (= Kolloquiumsband der gleichnamigen altertumswissenschaftliches Veranstaltung in Verbindung mit der Arbeitsgruppe „Kleidung und Religion“, Projekt DressID, Rheinische Friedrich-Wilhelms-Universität Bonn, 30. bis 31. Oktober 2009). Schnell + Steiner, Regensburg 2012, ISBN 978-3-7954-2603-3.
- Alfried Wieczorek, Claude W. Sui (Hrsg.): Die Geburtsstunde der Fotografie – Meilensteine der Gernsheim-Collection. (= Begleitband zur gleichnamigen Ausstellung). Kehrer, Heidelberg/Berlin 2012, ISBN 978-3-86828-330-3.

2013
- Alfried Wieczorek (Hrsg.): Benedikt und die Welt der frühen Klöster. (= Begleitband zur gleichnamigen Ausstellung). Schnell + Steiner, Regensburg 2012, ISBN 978-3-7954-2581-4.
- Nicola Crüsemann: Uruk – 5000 Jahre Megacity. (= Begleitband zur gleichnamigen Ausstellung). Imhof, Petersberg 2013, ISBN 978-3-86568-844-6.
- Andreas Krock: Faszination Landschaft – Die Sammlung Schacherer des Mannheimer Altertumsvereins. (= Begleitband zur gleichnamigen Ausstellung). Verlag Regionalkultur, Heidelberg/Ubstadt-Weiher/Basel 2013, ISBN 978-3-89735-790-7.
- Alfried Wieczorek, Gaëlle Rosendahl, Donatella Lippi (Hrsg.): Die Medici – Menschen, Macht und Leidenschaft. (= Begleitband zur gleichnamigen Ausstellung). Schnell + Steiner, Regensburg 2013, ISBN 978-3-7954-2634-7.
- Michael Tellenbach, Alfried Wieczorek, Regine Schulz (Hrsg.): Die Macht der Toga – DressCode im römischen Weltreich. (= Begleitband zur gleichnamigen Ausstellung im Roemer- und Pelizaeus-Museum Hildesheim in Kooperation mit den Reiss-Engelhorn-Museen Mannheim, 20. April 2013 bis 8. September 2013). Schnell + Steiner, Regensburg 2013, ISBN 978-3-7954-2590-6.
- Alfried Wieczorek, Michael Hörrmann (Hrsg.): Die Wittelsbacher am Rhein – Die Kurpfalz und Europa. (= Begleitbände zur gleichnamigen Ausstellung). 2 Bände. Schnell + Steiner, Regensburg 2013, ISBN 978-3-7954-2644-6.

2014
- Hans-Jürgen Buderer, Michael Tellenbach, Susanne Wichert (Hrsg.): Zukunft gestalten – Alfried Wieczorek zum 60. Geburtstag. Verlag Regionalkultur, Heidelberg/Ubstadt-Weiher/Basel 2014, ISBN 978-3-89735-726-6.
- Gerrit Jasper Schenk, Alfried Wieczorek, Monica Juneja, Christoph Lind (Hrsg.): Mensch. Natur. Katastrophe – Von Atlantis bis heute. (= Begleitband zur gleichnamigen Ausstellung). Schnell + Steiner, Regensburg 2014, ISBN 978-3-7954-2880-8.
- Sabine Haag, Alfried Wieczorek, Matthias Pfaffenbichler, Hans-Jürgen Buderer (Hrsg.): Kaiser Maximilian I. – Der letzte Ritter und das höfische Turnier. Schnell + Steiner, Regensburg 2014, ISBN 978-3-7954-2842-6.

2015
- Eva-Maria Günther: Zart & Rau – Neues Glas aus der Sammlung Peter und Traudl Engelhorn des Mudac Lausanne. (= Begleitband zur gleichnamigen Ausstellung). Schnell + Steiner, Regensburg 2015, ISBN 978-3-7954-3071-9.
- Alfried Wieczorek, Luisa Reiblich (Hrsg.): Wilde Völker an Rhein und Neckar – Franken im frühen Mittelalter. (= Begleitband zur gleichnamigen Ausstellung). Schnell + Steiner, Regensburg 2015, ISBN 978-3-7954-2952-2.
- Alfried Wieczorek, Wilfried Rosendahl (Hrsg.): Mumien – Der Traum vom ewigen Leben. (= Begleitband zur gleichnamigen Ausstellung). 2., teilweise überarbeitete Auflage. Verlag Philipp von Zabern, Mainz am Rhein 2015, ISBN 978-3-8053-4939-0.
- Gabriele Pieke, Lukas Bohnenkämper: Ägypten – Land der Unsterblichkeit. (= Begleitband zur gleichnamigen Ausstellung). Schnell + Steiner, Regensburg 2015, ISBN 978-3-7954-3041-2.

2016
- Gaëlle Rosendahl, Doris Döppes, Sarah Nelly Friedland, Wilfried Rosendahl: Eiszeit Safari – Reisebegleiter. (= Begleitband zur Ausstellung Eiszeit Safari). Pfeil Verlag, München 2016, ISBN 978-3-89937-204-5.
- Gaëlle Rosendahl, Wilfried Rosendahl: Eiszeit Safari – Urzeitabenteuer für Kids. (= Begleitband für Kinder zur Ausstellung Eiszeit Safari). Pfeil Verlag, München 2016, ISBN 978-3-89937-205-2.
- Mathilde Grünewald: Ein Hauch von Rom – Schätze aus den Mannheimer Sammlungen. Schnell + Steiner, Regensburg 2016, ISBN 978-3-7954-3103-7.
- Alfried Wieczorek, Christoph Lind, Uta Coburger (Hrsg.): Barock – Nur schöner Schein? (= Begleitband zur gleichnamigen Ausstellung). Schnell + Steiner, Regensburg 2016, ISBN 978-3-7954-3111-2.
- Bernd Schneidmüller, Stefan Weinfurter, Michael Matheus, Alfried Wieczorek: Die Päpste – Amt und Herrschaft in Antike, Mittelalter und Renaissance. (= Die Päpste. Band 1). Schnell + Steiner, Regensburg 2016, ISBN 978-3-7954-3087-0.

2017
- Alfried Wieczorek, Stefan Weinfurter: Die Päpste und die Einheit der lateinischen Welt. Antike – Mittelalter – Renaissance. (= Die Päpste. Band 2 / Katalog zur Ausstellung Die Päpste und die Einheit der lateinischen Welt). Schnell + Steiner, Regensburg 2017, ISBN 978-3-7954-3086-3.
- Irmgard Siede: Auf den Spuren der Päpste in Deutschland. Antike – Mittelalter – Renaissance. (= Die Päpste. Band 3). Schnell + Steiner, Regensburg 2017, ISBN 978-3-7954-3156-3.
- Stefan Weinfurter, Volker Leppin, Christoph Strohm, Hubert Wolf, Alfried Wieczorek: Die Päpste und ihr Amt zwischen Einheit und Vielfalt der Kirche – Theologische Fragen in historischer Perspektive. (= Die Päpste. Band 4). Schnell + Steiner, Regensburg 2017, ISBN 978-3-7954-3090-0.
- Hermann Wiegand, Klaus Wirth (Hrsg.): Von der Grubenhütte zum Pfarrhaus – Archäologie und Geschichte der Parzelle Oberdorfstraße 3 in Heddesheim. Verlag Regionalkultur, Heidelberg/Ubstadt-Weiher/Basel 2017, ISBN 978-3-95505-063-4.
- Gaëlle Rosendahl, Sarah Nelly Friedland, Wilfried Rosendahl: Rom lebt! Mit dem Handy in die Römerzeit. (= Kindersachbuch). Nünnerich-Asmus Verlag & Media, Mainz am Rhein 2017, ISBN 978-3-945751-78-7.
- Ursula Koch: Mannheim-Wallstadt/Mannheim-Vogelstang – Das frühmittelalterliche Gräberfeld am Elkersberg. Verlag Bernhard Albert Greiner, Remshalden 2017, ISBN 978-3-86705-083-8.
- Klaus Wirth, Benedikt Stadler, Patricia Pfaff: Innovation Metall – Von der Kupferzeit bis zu den Kelten. Schnell + Steiner, Regensburg 2017, ISBN 978-3-7954-3284-3.

2018
- Alfried Wieczorek, Christoph Lind (Hrsg.): Von Pulverdampf und Schlachtidyll – Weißes Gold aus der Frankenthaler Manufaktur. Schnell + Steiner, Regensburg 2018, ISBN 978-3-7954-3283-6.
- Alfried Wieczorek, Klaus Wirth (Hrsg.): Von Hammaburg nach Herimundesheim. (= Festschrift für Ursula Koch). Verlag Regionalkultur, Heidelberg/Ubstadt-Weiher/Basel 2018, ISBN 978-3-95505-106-8.
- Ursula Koch: Mannheim-Sandhofen – Das frühmittelalterliche Gräberfeld von Geroldisheim(?) Verlag Regionalkultur, Heidelberg/Ubstadt-Weiher/Basel 2018, ISBN 978-3-95505-084-9.
- Matthias Wemhoff, Manfred Nawroth, Rainer-Maria Weiss Alfried Wieczorek (Hrsg.): Margiana – Ein Königreich der Bronzezeit in Turkmenistan. (= Begleitband zur gleichnamigen Ausstellung). Michael Imhof Verlag, Petersberg 2018, ISBN 978-3-7319-0662-9.

2019
- Claudia Braun: Glanz der Antike – Hochkulturen des Mittelmeerraums in den Reiss-Engelhorn-Museen. Schnell + Steiner, Regensburg 2019, ISBN 978-3-7954-3360-4.
- Alfried Wieczorek u. a. (Hrsg.): Gaston Paris – Die unersättliche Kamera. (= Begleitband zur gleichnamigen Ausstellung). Verlag der Buchhandlung Walther König, Köln 2019, ISBN 978-3-96098-569-3.
- Alfried Wieczorek, Wilfried Rosendahl (Hrsg.): Javagold – Pracht und Schönheit Indonesiens. (= Begleitband zur gleichnamigen Ausstellung). Nünnerich-Asmus Verlag & Media, Oppenheim am Rhein 2019, ISBN 978-3-96176-086-2.

- Andreas Krock: Mannheims Belle Époque – Tanz und Taumel einer Epoche. Morio, Halle (Saale) 2019, ISBN 978-3-945424-80-3.

2021
- Johannes Lipps, Stefan Ardeleanu, Jonas Osnabrügge, Christian Witschel: Die römischen Steindenkmäler in den Reiss-Engelhorn-Museen Mannheim. (= Mannheimer Geschichtsblätter, Sonderveröffentlichung 14.) verlag regionalkultur, Ubstadt-Weiher 2021, ISBN 978-3-95505-216-4.

2022
- Irmgard Siede, Christoph Lind, Andreas Krock: Im Rampenlicht. Schätze der Mannheimer Musik- und Theatersammlungen. (= Publikationen der Reiss-Engelhorn-Museen. Band 88). Schnell & Steiner, Regensburg 2022, ISBN 978-3-7954-3714-5.

- Viola Skiba, Nikolas Jaspert, Berns Schneidmüller (Hrsg.): Norman Connections. Normannische Verflechtungen zwischen Skandinavien und dem Mittelmeer. (= Begleitband zur gleichnamigen Tagung). Schnell & Steiner, Regensburg 2022, ISBN 978-3-7954-3670-4.
- Viola Skiba, Nikolas Jaspert, Berns Schneidmüller, Wilfried Rosendahl (Hrsg.): Die Normannen. Eine Geschichte von Mobilität, Eroberung und Innovation. (= Publikationen der Reiss-Engelhorn-Museen. Band 96 / Begleitband zur gleichnamigen Ausstellung). Schnell & Steiner, Regensburg 2022, ISBN 978-3-7954-3671-1.
- Wilfried Rosendahl, Claude W. Sui, Stephanie Herrmann (Hrsg.): Die Welt am Oberrhein. Fotografien von Robert Häusser aus den 1960er Jahren. (= Publikationen der Reiss-Engelhorn-Museen. Band 97). Nünnerich-Asmus Verlag & Media, Oppenheim am Rhein 2022, ISBN 978-3-96176-187-6.

2023
- Wilfried Rosendahl, Christoph Lind, Eva-Maria Günther: Kinderträume. Spielen – Lernen – Leben um 1900. (= Begleitband zur gleichnamigen Ausstellung). Nünnerich-Asmus Verlag & Media, Oppenheim am Rhein 2023, ISBN 978-3-96176-235-4.